# Ommen (Kristbergs socken, Östergötland)
Ommen är en sjö i Motala kommun i Östergötland och ingår i Motala ströms huvudavrinningsområde. Sjön har en area på 0,336 kvadratkilometer och ligger 53,5 meter över havet. Sjön avvattnas av vattendraget Hällestadsån (Storån).

## Delavrinningsområde
Ommen ingår i det delavrinningsområde (650422-147369) som SMHI kallar för Ovan Hättorpsån. Medelhöjden är 60 meter över havet och ytan är 17,79 kvadratkilometer. Räknas de 10 avrinningsområdena uppströms in blir den ackumulerade arean 218,92 kvadratkilometer. Hällestadsån (Storån) som avvattnar avrinningsområdet har biflödesordning 2, vilket innebär att vattnet flödar genom totalt 2 vattendrag innan det når havet efter 70 kilometer. Avrinningsområdet består mestadels av skog (30 procent), öppen mark (32 procent) och jordbruk (36 procent). Avrinningsområdet har 0,32 kvadratkilometer vattenytor vilket ger det en sjöprocent på 1,8 procent.